# 王理宗
王理宗（1964年4月—），男，汉族，中华人民共和国政治人物。现任广东高科技产业商会会长，广东省政协常委。第十四届全国政协委员。